# 청진제강소
청진제강소(淸津製鋼所)는 조선민주주의인민공화국 함경북도 청진시에 있는 제철소이다. 김책제철련합기업소 산하에 있는 제강소로서 청진시에 소재하고 있고, 무산광산에서 정광을 공급받아 입철이나 삼화철을 생산하고 이를 기반으로 합금강, 고속도강 등 특수강을 주로 생산하며 규사 및 내화물과 90년대 중반 이전에는 소금기지에서 소금도 생산하였다고 한다. 

## 개요
1939년 설립되어 1944년 일산 100톤급 회전로 6기로부터 입철 생산을 시작하였으며 1961-1964년간 7호기와 8호기를 각각 신설하고 1972년에는 9-12호기를 건설하여 총 12기의 회전로를 보유하게 되었다. 이후 설비확충 주요 동향은 다음과 같다.
1990년대 중반 소위 고난의 행군을 거치면서 공장 가동에 극히 부진해진 가운데 이를 타개하기 위해 고리형 냉각기 대차 개조, 배소로 미분탄 투입량 측정 자동화, 성구기 개조, 원통식 냉각기 안내 장치 개조 등 기술 혁신안을 받아들이는 한편 제강소내 중앙 통제가 가능한 산업 텔레비젼화를 시도하였다.
2001년들어 92년부터 추진해온 산화배소구단광 생산공정을 컴퓨터화하는 데 성공하였으며 전자계산실에서 중앙과학기술통보사, 인민대학습당, 김일성종합대학 등 여러 단위들과 컴퓨터망을 형성하였다. 특히 4.15 기술혁신돌격대 지원으로 3만여개의 전자 자동화 요소들과 장치들을 해결하여 경영 활동과 생산 지휘를 컴퓨터화하였다 한다.

## 개건 현대화 과정
2006년부터 금속기계공업성에서는 주체철 생산 증대를 적극적으로 독려하기 시작하였으며 이 제강소에서는 주체철 생산 증대를 위해 회전로 설비들에 대한 개건 보수를 본격화하여 2008년도에 마무리하였다.
2009년들어서면서 본격적인 주체철 생산을 추진하여 최근 연간 볼 수 없었던 높은 실적을 기록하였다 한다.
회전로 통합 생산 체계를 세웠으며 구단광 직장의 구단광 수직로에도 적용하였다.
또한 1호, 2호회전로 현대화 공사를 마감단계에서 추진하면서 이 공사가 완공되면 원료의 장입 공정부터 주체철 생산에 이르기까지 모든 생산공정들이 높은 수준에서 현대화되어 주체철의 품질을 보다 높일 수 있다고 선전하였다.
2013년도 들어서는 3호 - 4호 회전로 개건공사에 착수하여 2014년 3월 공사가 마감단계라고 하였다.
2012년 마감단계라던 1 - 2호 회전로 현대화 공사를 2014년 6월까지도 진행하였다.
한편 90년대 중반이후 이 제강소에서 개발하여 적용하고 있는 주체철 방식은 갈철광과 미분 무연탄을 연료와 원료로 하여 산화배소구단광로에서 배소 구단광을 만들고 이를 회전로를 통해 환원철을 생산하는 방식으로 추정되는데 이 같은 방법은 이미 80년대에 북한이 추진하다 생산성이 떨어져 활용을 보류한 방식에서 크게 벗어나지 못한 것으로 효용성과 대규모 플랜트화가 의문시 되고 있지만 현재는 갈탄 방식으로 바꾸어 주체철 개발에 성공을 거두었음을 알수가 있었다는 것이다.